# Eilema monochroa
Eilema monochroa là một loài bướm đêm thuộc phân họ Arctiinae, họ Erebidae.